# Vinnie Jones
Vinnie Jones là một cầu thủ bóng đá người Wales, từ năm 1984 đến 1999 thi đấu với một số câu lạc bộ đáng chú ý là Wimbledon, Leeds United, Sheffield United và Chelsea. nay là một diễn viên. Anh được biết đến là một người có lối chơi bạo lực. Anh là cầu thủ từng nhận thẻ vàng nhanh nhất thế giới cho đến nay.

## Sách
Vào năm 1998, Jones viết một số cuốn tự truyện, Vinnie: The Autobiography, which was later revised and reprinted a year later to include information on his first film appearance in Lock, Stock and Two Smoking Barrels.